# Franz Schediwy senior

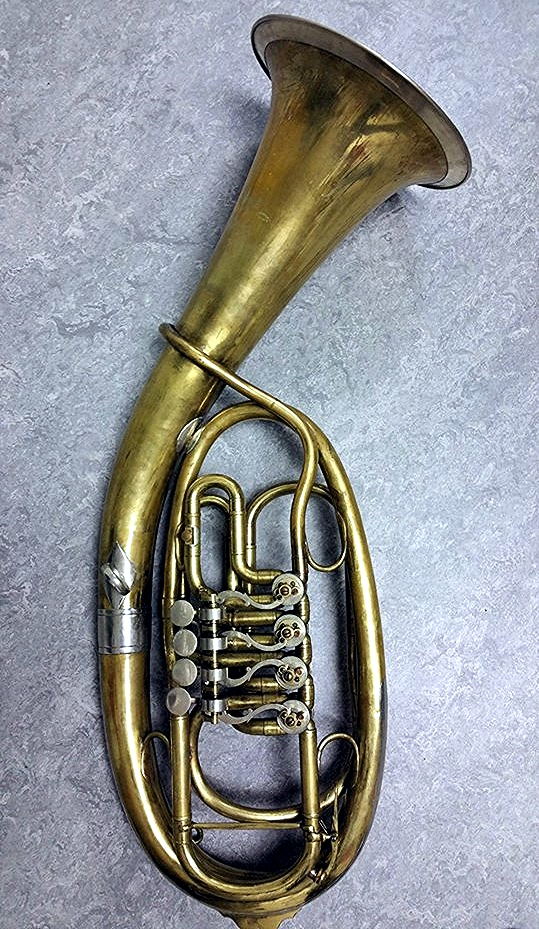
Schediwy Tenorhorn. Restauriert von Instrumentenbauer Udo Heindke, Villingen-Schwenningen.

Franz Schediwy (* 28. November 1851 in Daschitz, Böhmen; † 5. November 1933) ist der Gründer der ehemals berühmten Ludwigsburger Blasinstrumentenfirma Schediwy. Er war württembergischer königlicher Hoflieferant. Seine Trompeten und Kreuzkornette galten als die besten seiner Zeit in Europa. 
Franz Schediwy wurde am 28. November 1851 in Daschitz in Böhmen geboren. Er absolvierte in Wien eine Instrumentenbauerlehre und sein Musikstudium. Danach siedelte er ins württembergische Ludwigsburg über. Hier gründete er 1875 sein Unternehmen zum Bau von Blasmusikinstrumenten. Er fabrizierte u. a. Trompeten, Kornette, Tenorhörner und Tuben. Sein Ruf wuchs rasch und seine Instrumente wurden wegen ihres weichen Klangs und der guten Ansprache weltweit geschätzt. 1916 erhielt Franz Schediwy die Goldmedaille der Künste und Wissenschaften des Friedrichs-Ordens aus den Händen von Wilhelm II. Nach seinem Tod am 5. November 1933 in Ludwigsburg übernahm sein Sohn Franz jun. die Nachfolge.